# Endocrinology
Endocrinology est une revue scientifique mensuelle à comité de lecture spécialisée en biologie dans le domaine de l'endocrinologie. Elle est publiée en anglais par la Société américaine d'endocrinologie depuis 1927, et est à ce titre la plus ancienne revue dans ce domaine. 
D'après le Journal Citation Reports, le facteur d'impact de ce journal était de 4,752 en 2009. L'actuel directeur de publication est Jeffrey D. Blaustein.